# Axel Braun
Axel Braun, pseudonimo di Alessandro Re (Milano, 22 settembre 1966), è un regista, sceneggiatore, montatore e produttore cinematografico italiano, specializzatosi in particolare nella realizzazione di parodie porno.

## Biografia
Axel Braun, figlio di Lasse Braun, regista di film pornografici, che ha conosciuto solo all'età di 16 anni in quanto frutto di una relazione extra-coniugale, è nato e cresciuto a Milano. Nel 1990 si è trasferito in America dove ha studiato cinema al Columbia College di Hollywood ed ha incominciato a collaborare con il padre.

## Carriera
Braun ha diretto oltre 500 film dal 1990, lavorando inizialmente con VCA e specializzandosi dal 2009 nel genere delle parodie del quale è divenuto uno dei registi più noti. Il suo film Batman XXX: A Porn Parody è stato il titolo più venduto del 2010; grazie a questo successo, la Vivid Entertainment ha inaugurato una nuova sigla editoriale intitolata Vivid Superhero per capitalizzare sul filone dei supereroi.
Nel 2023, dopo 33 anni di carriera e oltre 350 scene dirette, ha annunciato il ritiro dall'industria pornografica.

## Riconoscimenti
Braun è entrato nella AVN Hall of Fame nel 2011. Ha vinto oltre 200 premi, tra cui per quattro volte consecutive, dal 2011 al 2014, il titolo di Director of the Year, e per dieci anni consecutivi quello come miglior regista di un film a tema parodia, rendendolo il regista più premiato della storia.

## Filmografia
- 24 XXX: An Axel Braun Parody (Wicked)
- Anal Retentive Series (1–6) (New Sensations/Digital Sin)
- Anal Teen Dreams (2011)
- Anal Teen Dreams 2 (2013)
- Asstronomical (New Sensations/Digital Sin)
- Biggz And The Beauties Series (9–13) (New Sensations/Digital Sin)
- Black Out (New Sensations/Digital Sin)
- Boy Meats Girl (1 and 2) (New Sensations/Digital Sin)
- Cadillac Highway (Private)
- China Blue (Vivid/Teravision)
- China Syndrome 1 (New Sensations/Digital Sin)
- Cleavage (Vivid/Teravision)
- Compulsion (Elegant Angel)
- Cumming of Age (New Sensations/Digital Sin)
- Delusion (Elegant Angel)
- Double Teamed Series (1–6) (New Sensations/Digital Sin)
- Elvis XXX: A Porn Parody (Axel Braun Productions/Vivid)
- Euro Nymphs (Midnight Video)
- Fleshlight (In-X-Cess)
- Getting Behind (New Sensations/Digital Sin)
- Gigolo: A love story (Elegant Angel)
- Goin' Deep (1–5) (New Sensations/Digital Sin)
- Kink (Vivid/Teravision)
- Riley Goes Gonzo (Axel Braun Productions/Wicked)
- Seduction (Elegant Angel)
- She Takes Two (1 and 2) (New Sensations/Digital Sin)
- Sodomania #40 (co-directed) (Elegant Angel)
- Squirting 101 Series (1–10) (New Sensations/Digital Sin)
- Squirting 201 Series (1–5) (Liquid/EXP)
- Stimula (Vivid/Teravision)
- The Bachelorette (Elegant Angel)
- The Book of Lust (VCA)
- Tongues and Twats (New Sensations/Digital Sin)
- Trust (Elegant Angel)

Parodie di fumetti
Crossover:
- Superman vs. Spider-Man XXX: An Axel Braun Parody

Dark Horse Comics:
- Star Wars XXX: A Porn Parody (Axel Braun Productions/Vivid)

DC Comics:
- Batman XXX: A Porn Parody (Axel Braun Productions/Vivid)
- Batman v Superman XXX: An Axel Braun Parody (Wicked)
- Justice League XXX: An Axel Braun Parody (Wicked)
- Man of Steel XXX: An Axel Braun Parody (Vivid)
- Suicide Squad XXX: An Axel Braun Parody (Wicked)
- Supergirl XXX: An Axel Braun Parody (Wicked)
- Superman XXX: A Porn Parody (Vivid)
- The Dark Knight XXX: A Porn Parody (Vivid)
- Wonder Woman XXX: An Axel Braun Parody (Vivid)

Marvel Comics:
- Avengers XXX 2: Along Came A Spider (Vivid)
- Black Widow XXX: An Axel Braun Parody (Wicked)
- Captain America XXX: An Axel Braun Parody (Vivid)
- Captain Marvel XXX: An Axel Braun Parody (Wicked)
- Iron Man XXX: An Axel Braun Parody (Vivid)
- She-Hulk XXX: An Axel Braun Parody (Vivid)
- Spider-Man XXX: A Porn Parody (Vivid)
- Spider-Man XXX 2: An Axel Braun Parody (Vivid)
- The Avengers XXX: A Porn Parody (Vivid)
- Thor XXX: An Axel Braun Parody (Vivid)
- Wolverine XXX: An Axel Braun Parody (Vivid)
- X-Men XXX: An Axel Braun Parody (Vivid)

This Ain't... (Hustler)
- This Ain't Avatar XXX
- This Ain't Avatar XXX 2: Escape from Pandwhora
- This Ain't Beverly Hills 90210 XXX
- This Ain't Charmed XXX
- This Ain't COPS XXX
- This Ain't Dirty Jobs XXX
- This Ain't Dracula XXX
- This Ain't Game of Thrones XXX
- This Ain't Glee XXX
- This Ain't Ghostbusters XXX
- This Ain't Happy Days XXX
- This Ain't Happy Days XXX 2:Fonzie Luvs Pinky
- This Ain't I Dream Of Jeannie XXX
- This Ain't Lady Gaga XXX
- This Ain't Saved By The Bell XXX
- This Ain't Star Trek XXX
- This Ain't Star Trek XXX 2:The Butterfly Effect
- This Ain't Star Trek 3 XXX: This Is a Parody
- This Ain't The Smurfs XXX
- This Ain't The Expendables XXX
- This Ain't Terminator XXX

Parodie di fiabe
- Snow White XXX: An Axel Braun Parody (Wicked)
- Sleeping Beauty XXX: An Axel Braun Parody (Wicked)
- Cinderella XXX: An Axel Braun Parody (Wicked)
- Peter Pan XXX: An Axel Braun Parody (Wicked)